# 関戸峠
関戸峠（せきどとうげ）は、奈良県宇陀市にある峠。標高402m。
宇陀市大宇陀栗野（南方）と大宇陀関戸（北方）との間にある高低差は100m程度の緩やかな峠道で、現在は国道370号が通る。全区間2車線道路。峠は北へ流れる宇陀川と南へ流れる津風呂川の分水嶺に位置する。口宇陀盆地と吉野とを結ぶ南北道となっている。

## その他
峠北口には宮奥ダムへと通ずるふるさと農道が合流している。ふるさと農道は、大峠トンネル・八井内トンネルを経て桜井市八名井に出る。八井内からさらに西へ行くと多武峰・談山神社があり、奈良県道155号線を経て高市郡明日香村へと行き来できる。